# Jan Jerzy II Wettyn
Jan Jerzy II Wettyn (ur. 31 maja 1613 w Dreźnie, zm. 22 sierpnia 1680 we Freibergu) – książę elektor Saksonii w latach 1656–1680

## Życiorys
Pochodził z albertyńskiej linii Wettynów. Był synem Jana Jerzego I Wettyna i Magdaleny Sybilli Hohenzollern. Początek jego panowania przypadł na okres ruiny skarbu państwa Saksonii oraz na borykanie się elektoratu ze skutkami zniszczeń wojennych z czasów wojny trzydziestoletniej.
Aby zaradzić ciężkiej sytuacji Saksonii, Jan Jerzy II Wettyn zdecydował się na podjęcie gruntownych reform państwowych oraz umocnienie swojej pozycji wobec stanów. Podjął środki w rozwoju wydobycia srebra w saskich kopalniach, przyczynił się do zwiększenia znaczenia na arenie międzynarodowej targów lipskich. Zachęcał swoich poddanych do zakładania manufaktur. Rozpoczął także przebudowę Drezna w stylu barokowym.
Żeby zwiększyć liczbę ludności w Saksonii zezwolił na osiedlenie się w niej wygnanym z Czech protestantom i husytom.
W polityce zagranicznej skupił się na sojuszu z Francją i Szwecją przeciw Brandenburgii. Z czasem jednak wraz ze wzrostem potęgi Ludwika XIV opowiedział się za antyfrancuskim sojuszem książąt Rzeszy i w latach 1673–1678 brał udział w wojnie w Niderlandach.
Zmarł jako ofiara zarazy. Pochowany został w mauzoleum rodu Wettynów w kościele Najświętszej Marii Panny we Freibergu.
Z małżeństwa z Magdaleną Sybillą Hohenzollern miał troje dzieci. Jego następcą w Saksonii był syn Jan Jerzy III Wettyn.